# Llegenda del gall de Barcelos
La llegenda del gall de Barcelos narra la intervenció miraculosa d'un gall mort com a prova d'innocència d'un home erròniament acusat d'un crim. Està associat a la creu del segle xvi que forma part de les restes del Museu Arqueològic i que té les seves cares esculpides amb imatges que descriuen la llegenda.
Segons la llegenda, els habitants de Barcelos estaven alarmats feia temps per un crim, del qual no se n'havia descobert l'autor. Un dia aparegué un gallec que semblà sospitós. Les autoritats decidiren empresonar-lo malgrat els seus juraments d'innocència i afirmar que era només de pas en peregrinació a Santiago de Compostel·la, complint una promesa.
Condemnat a la forca, l'home demanà que el duguessin en presència del jutge que el condemnà. Concedida l'autorització el dugueren a la residència del magistrat que, en aquell moment, estava celebrant un banquet amb uns amics. El gallec reafirmà la seva innocència i, davant la incredulitat dels presents, assenyalà amb el dit cap el gall rostit que havia damunt la taula i exclamà: “És tan cert que jo sóc innocent com cert és que aquest gall cantarà quan m’enforquin.”
El jutge ignorà l'apel·lació, però quan el pelegrí estava sent penjat, el gall rostit s'aixecà damunt la taula i cantà. Comprenent el seu error, el jutge va córrer cap a la forca i descobrí que el pelegrí s'havia salvat gràcies a un nus mal fet. L'home fou immediatament alliberat i continuà el seu camí.
Alguns anys més tard, el gallec hauria tornat a Barcelos per esculpir el Cruzeiro do Senhor do Galo en honor de la Verge Maria i a Sant Jaume, monument que es conserva al Museu Arqueològic de Barcelos, situat al Palau dels Comtes de Barcelos.